# Walter Finds a Father
Pour plus de détails, voir Fiche technique et Distribution.
Walter Finds a Father est un film britannique réalisé par Joseph Jay Bamberger et William Bowman et sorti en 1921.

## Fiche technique
- Réalisation : Joseph Jay Bamberger et William Bowman
- Date de sortie : septembre 1921

## Distribution
- Walter Forde : Walter